# Gran Premio de Gran Bretaña de Motociclismo de 1979
El Gran Premio de Gran Bretaña de Motociclismo de 1979 fue la undécima prueba de la temporada 1979 del Campeonato Mundial de Motociclismo. El Gran Premio se disputó el 12 de agosto de 1979 en el Circuito de Silverstone.

## Resultados 500cc
En la categoría reina, Barry Sheene y Kenny Roberts protagonizaron uno de los duelos históricos más impresionantes de la historia del Mundial. Al final, el estadounidense tan solo se impuso al piloto local por tres centésimas.
En la carrera, debutó la revolucionaria Honda NR500 de cuatro tiempos  pilotada por Takazumi Katayama y Mick Grant. Pero la moto no brilló como se esperaba ya que Grant cayó nada más salir y Katayama se retiró en la tercera vuelta.
| Pos.     | Piloto            | Moto         | Tiempo     | Pts. |
| -------- | ----------------- | ------------ | ---------- | ---- |
| 1        | Kenny Roberts     | Yamaha       | 42'56.720  | 15   |
| 2        | Barry Sheene      | Suzuki       | +0.030     | 12   |
| 3        | Wil Hartog        | Suzuki       | +4.970     | 10   |
| 4        | Virginio Ferrari  | Suzuki       | +35.280    | 8    |
| 5        | Boet van Dulmen   | Suzuki       | +36.820    | 6    |
| 6        | Christian Sarron  | Yamaha       | +40.650    | 5    |
| 7        | Franco Uncini     | Suzuki       | +51.090    | 4    |
| 8        | Philippe Coulon   | Suzuki       | +51.250    | 3    |
| 9        | Marco Lucchinelli | Suzuki       | +56.790    | 2    |
| 10       | John Newbold      | Suzuki       | +1'16.490  | 1    |
| 11       | Carlo Perugini    | Yamaha       | +1'18.280  |      |
| 12       | Gianni Rolando    | Suzuki       | +1'19.910  |      |
| 13       | Peter Sjöström    | Suzuki       | +1 Vuelta  |      |
| 14       | Steve Ward        | Suzuki       | +1 Vuelta  |      |
| 15       | Keith Huewen      | Yamaha       | +1 Vuelta  |      |
| 16       | Max Wiener        | Suzuki       | +2 Vueltas |      |
| 17       | George Fogarty    | Suzuki       | +2 Vueltas |      |
| 18       | Henk de Vries     | Suzuki       | +2 Vueltas |      |
| 19       | Corrado Tuzii     | Suzuki       | +2 Vueltas |      |
| Ret      | Michel Rougerie   | Suzuki       | Retirado   |      |
| Ret      | Ron Haslam        | Suzuki       | Ret        |      |
| Ret      | Stan Woods        | Yamaha       | Ret        |      |
| Ret      | Eddie Grant       | Honda        | Ret        |      |
| Ret      | Gary Lingham      | Suzuki       | Ret        |      |
| Ret      | Gerhard Vogt      | Suzuki       | Ret        |      |
| Ret      | John Woodley      | Suzuki       | Ret        |      |
| Ret      | Roberto Pietri    | Suzuki       | Ret        |      |
| Ret      | Gianni Pelletier  | Suzuki       | Ret        |      |
| Ret      | Dennis Ireland    | Suzuki       | Ret        |      |
| Ret      | Toni Garcia       | Suzuki       | Ret        |      |
| Ret      | Josef Hage        | Suzuki       | Ret        |      |
| Ret      | Roger Marshall    | Silver Dream | Ret        |      |
| Ret      | Alex George       | Suzuki       | Ret        |      |
| Ret      | Randy Mamola      | Suzuki       | Ret        |      |
| Ret      | Johnny Cecotto    | Yamaha       | Ret        |      |
| Ret      | Graziano Rossi    | Morbidelli   | Ret        |      |
| Ret      | Rod Scivyer       | Suzuki       | Ret        |      |
| Ret      | Seppo Rossi       | Suzuki       | Ret        |      |
| Ret      | Tony Rutter       | Suzuki       | Ret        |      |
| Ret      | Ikujiro Takai     | Yamaha       | Ret        |      |
| Ret      | Takazumi Katayama | Honda        | Ret        |      |
| Ret      | Lennart Backström | Suzuki       | Ret        |      |
| Ret      | Russell Wood      | Yamaha       | Ret        |      |
| Ret      | Steve Parrish     | Suzuki       | Ret        |      |
| Ret      | Dave Potter       | Yamaha       | Ret        |      |
| Ret      | Mick Grant        | Honda        | Ret        |      |
| DNS      | Jack Middelburg   | Suzuki       | DNS        |      |
| Sources: |                   |              |            |      |

## Resultados 350cc
En 350cc, se impuso el sudafricano Kork Ballington por delante de los australianos Gregg Hansford (compañero de escudería ) y de Jeffrey Sayle. La clasificación general sigue comandada por Ballington con nueve puntos de ventaja sobre Hansford.
| Pos. | Piloto             | Moto          | Tiempo     | Pts. |
| ---- | ------------------ | ------------- | ---------- | ---- |
| 1    | Kork Ballington    | Kawasaki      | 38' 09" 91 | 15   |
| 2    | Gregg Hansford     | Kawasaki      | +1" 49     | 12   |
| 3    | Jeffrey Sayle      | Yamaha        | +1" 79     | 10   |
| 4    | Michel Frutschi    | Yamaha        | +9" 43     | 8    |
| 5    | Roland Freymond    | Yamaha        | +23" 34    | 6    |
| 6    | Michel Rougerie    | Bimota-Yamaha | +23" 34    | 5    |
| 7    | Olivier Chevallier | Yamaha        | +36" 18    | 4    |
| 8    | Tony Head          | Yamaha        | +36" 18    | 3    |
| 9    | Alan North         | Yamaha        | +40" 80    | 2    |
| 10   | Jon Ekerold        | Yamaha        | +46" 20    | 1    |
| 11   | Klaas Hernamdt     | Yamaha        | +51" 95    |      |
| 12   | Sadao Asami        | Yamaha        | +52" 04    |      |
| 13   | Åke Grahn          | Yamaha        | +53" 59    |      |
| 14   | Graham Young       | Yamaha        | +54" 23    |      |
| 15   | Joey Dunlop        | Yamaha        | +1' 00" 54 |      |
| 16   | Eero Hyvärinen     | Yamaha        | +1' 00" 82 |      |
| 17   | Eddy Elias         | Yamaha        | +1' 05" 81 |      |
| 18   | Ian Richards       | Yamaha        | +1' 05" 95 |      |
| 19   | Steve Tonkin       | Yamaha        | +1' 06" 68 |      |
| 20   | Murray Sayle       | Yamaha        | +1' 23" 03 |      |
| 21   | Edi Stöllinger     | Kawasaki      | +1 Vuelta  |      |
| 22   | Warren Willing     | Yamaha        | +1 Vuelta  |      |
| Ret  | Éric Saul          | Yamaha        | Ret        |      |
| Ret  | Graeme McGregor    | Yamaha        | Ret        |      |
| Ret  | Patrick Pons       | Yamaha        | Ret        |      |
| Ret  | Barry Ditchburn    | Kawasaki      | Ret        |      |
| Ret  | Bengt Elgh         | Yamaha        | Ret        |      |
| Ret  | Didier de Radiguès | Yamaha        | Ret        |      |
| Ret  | Anton Mang         | Kawasaki      | Ret        |      |
| Ret  | Bernard Murray     | Yamaha        | Ret        |      |
| Ret  | Mike Crawford      | Yamaha        | Ret        |      |
| Ret  | Yoshimi Matsumoto  | Yamaha        | Ret        |      |
| Ret  | Pentti Korhonen    | Yamaha        | Ret        |      |
| Ret  | Olivier Liégeois   | Yamaha        | Ret        |      |
| Ret  | Vanes Francini     | Yamaha        | Ret        |      |
| Ret  | Peter Labuschagne  | Yamaha        | Ret        |      |
| Ret  | Pekka Nurmi        | Yamaha        | Ret        |      |
| Ret  | Patrick Fernandez  | Yamaha        | Ret        |      |
| Ret  | Christian Estrosi  | Kawasaki      | Ret        |      |
| Ret  | Etienne Geeraerdt  | Yamaha        | Ret        |      |
| Ret  | Barry Woodland     | Yamaha        | Ret        |      |
| Ret  | Gianfranco Bonera  | Yamaha        | Ret        |      |

## Resultados 250cc
En el cuarto de litro, Ballington se alza con el título de 250cc. El sudafricano, en esta ocasión se impuso de manera muy clara sobre Randy Mamola y Anton Mang, que llegaron a más de 23 segundos.
| Pos. | Piloto              | Moto       | Tiempo     | Pts. |
| ---- | ------------------- | ---------- | ---------- | ---- |
| 1    | Kork Ballington     | Kawasaki   | 38' 58" 65 | 15   |
| 2    | Randy Mamola        | Yamaha     | +23" 82    | 12   |
| 3    | Anton Mang          | Kawasaki   | +23" 96    | 10   |
| 4    | Graeme McGregor     | Yamaha     | +24" 20    | 8    |
| 5    | Roland Freymond     | Yamaha     | +24" 51    | 6    |
| 6    | Olivier Chevallier  | Yamaha     | +47" 15    | 5    |
| 7    | Edi Stöllinger      | Kawasaki   | +51" 93    | 4    |
| 8    | Patrick Fernandez   | Yamaha     | +1' 04" 79 | 3    |
| 9    | Christian Estrosi   | Kawasaki   | +1' 04" 89 | 2    |
| 10   | Tony Head           | Yamaha     | +1' 05" 15 | 1    |
| 11   | Eero Hyvärinen      | Yamaha     | +1' 06" 16 |      |
| 12   | Éric Saul           | Adriatica  | +1' 12" 06 |      |
| 13   | René Delaby         | Yamaha     | +1' 13" 71 |      |
| 14   | Klaas Hernamdt      | Yamaha     | +1' 17" 81 |      |
| 15   | Graham Young        | Yamaha     | +1' 17" 92 |      |
| 16   | Alan North          | Yamaha     | +1 Vuelta  |      |
| 17   | Steve Tonkin        | Yamaha     | +1 Vuelta  |      |
| Ret  | Graziano Rossi      | Morbidelli | Ret        |      |
| Ret  | Barry Ditchburn     | Kawasaki   | Ret        |      |
| Ret  | Barry Woodland      | Yamaha     | Ret        |      |
| Ret  | Greg Johnson        | Yamaha     | Ret        |      |
| Ret  | Åke Grahn           | Yamaha     | Ret        |      |
| Ret  | Jean-Marc Toffolo   | Armstrong  | Ret        |      |
| Ret  | Sadao Asami         | Yamaha     | Ret        |      |
| Ret  | Bernard Murray      | Yamaha     | Ret        |      |
| Ret  | Rini van Kasteren   | Yamaha     | Ret        |      |
| Ret  | Paolo Pileri        | Yamaha     | Ret        |      |
| Ret  | Jon Ekerold         | Yamaha     | Ret        |      |
| Ret  | Jean-François Baldé | Kawasaki   | Ret        |      |
| Ret  | Chas Mortimer       | Yamaha     | Ret        |      |
| Ret  | Gregg Hansford      | Kawasaki   | Ret        |      |
| Ret  | Ian Richards        | Yamaha     | Ret        |      |
| Ret  | Murray Sayle        | Yamaha     | Ret        |      |
| Ret  | Harald Bartol       | Yamaha     | Ret        |      |
| Ret  | Joey Dunlop         | Yamaha     | Ret        |      |
| Ret  | Hans Müller         | Yamaha     | Ret        |      |
| Ret  | Jeffrey Sayle       | Yamaha     | Ret        |      |
| Ret  | Josef Hage          | Yamaha     | Ret        |      |
| Ret  | Lennart Bäckström   | Yamaha     | Ret        |      |
| Ret  | Frank Steinhausen   | Yamaha     | Ret        |      |
| Ret  | Steve Wright        | Yamaha     | Ret        |      |

## Resultados 125cc
En el octavo de litro, victoria inesperada de Ángel Nieto, que se impuso a pesar de que volvía  las pistas después de un accidente que sufrió en Portugal.  El piloto de Minarelli se impuso en la última curva a dos pilotos que le precedían (Gert Bender y Guy Bertin) para vencerlos por tan solo 18 centésimas.
| Pos. | Piloto                 | Moto       | Tiempo     | Pts. |
| ---- | ---------------------- | ---------- | ---------- | ---- |
| 1    | Ángel Nieto            | Minarelli  | 34' 44" 10 | 15   |
| 2    | Gert Bender            | GB Bender  | +0" 09     | 12   |
| 3    | Guy Bertin             | Motobécane | +0" 12     | 10   |
| 4    | Stefan Dörflinger      | Morbidelli | +4" 03     | 8    |
| 5    | Pier Paolo Bianchi     | Minarelli  | +6" 23     | 6    |
| 6    | Maurizio Massimiani    | MBA        | +8" 79     | 5    |
| 7    | Hans Müller            | MBA Elit   | +9" 24     | 4    |
| 8    | August Auinger         | Morbidelli | +9" 41     | 3    |
| 9    | Bruno Kneubühler       | MBA        | +16" 55    | 2    |
| 10   | Clive Horton           | Morbidelli | +18" 01    | 1    |
| 11   | Thierry Noblesse       | Morbidelli | +22" 49    |      |
| 12   | Ricardo Tormo          | Bultaco    | +28" 18    |      |
| 13   | Peter Looijesteijn     | MBA        | +28" 62    |      |
| 14   | Patrick Plisson        | Morbidelli | +30" 40    |      |
| 15   | Jean-Louis Guignabodet | Morbidelli | +52" 84    |      |
| 16   | Anton Straver          | Morbidelli | +52" 95    |      |
| 17   | Paul Bordes            | Morbidelli | +1' 08" 20 |      |
| 18   | Martin van Soest       | Morbidelli | +1' 08" 41 |      |
| 19   | Patrick Hérouard       | Morbidelli | +1' 08" 69 |      |
| 20   | Walter Rapolani        | Morbidelli | +1 Vuelta  |      |
| Ret  | Harald Bartol          | Morbidelli | Ret        |      |
| Ret  | Stefan Jansen          | Morbidelli | Ret        |      |
| Ret  | Jack Machin            | Morbidelli | Ret        |      |
| Ret  | Rino Zuliani           | MBA        | Ret        |      |
| Ret  | Jean-François Lecureux | Morbidelli | Ret        |      |
| Ret  | Yves Dupont            | Morbidelli | Ret        |      |
| Ret  | Per-Edvard Carlsson    | MBA        | Ret        |      |
| Ret  | Walter Koschine        | Fantic     | Ret        |      |
| Ret  | Jan Huberts            | MBA        | Ret        |      |
| Ret  | Matti Kinnunen         | MBA        | Ret        |      |
| Ret  | Theo Timmer            | MBA        | Ret        |      |
| Ret  | Karl-Thomas Grässel    | MBA        | Ret        |      |
| Ret  | Barry Smith            | Morbidelli | Ret        |      |
| Ret  | François Granon        | Morbidelli | Ret        |      |
| Ret  | Marc-Anton Constantin  | Morbidelli | Ret        |      |
| Ret  | Pierluigi Aldrovandi   | MBA        | Ret        |      |
| Ret  | Jean-Claude Selini     | MBA        | Ret        |      |
| Ret  | Kees van de Ven        | MBA        | Ret        |      |
| Ret  | Ernst Fagerer          | Morbidelli | Ret        |      |
| Ret  | Rod Scivyer            | Morbidelli | Ret        |      |